# Sarinda chacoensis
Sarinda chacoensis är en spindelart som beskrevs av Galiano 1996. Sarinda chacoensis ingår i släktet Sarinda och familjen hoppspindlar. Inga underarter finns listade i Catalogue of Life.